# 波田野節子
波田野 節子（はたの せつこ、1950年- ）は、朝鮮文学者、新潟県立大学名誉教授。専攻は朝鮮近代文学。

## 来歴
新潟市生まれ。新潟県立新潟高等学校卒、1973年青山学院大学文学部卒業。フランスに渡る。県立新潟女子短期大学教授、新潟県立大学国際地域学部教授。2014年定年退官、名誉教授。2011-12年まいにちハングル講座講師。

## 著書
- 『李光洙・『無情』の研究 韓国啓蒙文学の光と影』白帝社 2008
- 『韓国近代作家たちの日本留学』白帝社 2013
- 『韓国近代文学研究 李光洙・洪命憙・金東仁』白帝社 2013
- 『中・上級者のためのハングル長文読解講座 リスニング問題つき』趙義成 文法監修（オジョンヒ『わたしの心模様』）NHK出版CDブック 2013
- 『李光洙 韓国近代文学の祖と「親日」の烙印』中公新書 2015

### 翻訳
- 『金色の鯉の夢 オ・ジョンヒ小説集』段々社 現代アジアの女性作家秀作シリーズ 1997
- 李光洙『無情』平凡社 朝鮮近代文学選集 2005
- 朴泰遠ほか『小説家仇甫氏の一日 ほか十三編 短編小説集』熊木勉,白川春子, 白川豊,芹川哲世,布袋敏博,山田佳子共訳 平凡社 朝鮮近代文学選集 2006
- オ・ジョンヒ『夜のゲーム』段々社 アジア文学館 2010
- キム・ジュンヒョク『楽器たちの図書館』吉原育子共訳 クオン 新しい韓国の文学 2011
- 『金東仁 (キムドンイン) 作品集』平凡社 朝鮮近代文学選集 2011
- キム・ジュンヒョク『楽器たちの図書館 ハングル短編小説』NHK出版CDブック 2012
- 李人稙『血の涙』光文社 光文社古典新訳文庫 2024